# 张莹 (政治人物)
张莹（1974年7月—），女，汉族，中华人民共和国政治人物。中国共产党党员，现任江西省人民政府副省长、江西省人民政府党组成员、江西省第十四届人民代表大会代表。

## 经历
大学学历，经济学硕士学位。